# Mursan
Mursan fou un estat tributari protegit del tipus zamindari, als districtes d'Aligarh, Muttra i Etah a les Províncies del Nord-Oest i després Províncies Unides d'Agra i Oudh. La seva superfície era de 155 km². Era l'estat jat més important de la província.
Al segle XVI o XVII un jat de nom Makan va venir des de la Rajputana i es va establir prop de Mursan on ell i després els seus descendents van adquirir gran quantitat de terres en bona part netejant la jungla. Com a resultat es van formar una sèrie de talukes o baronies lligades una a l'altra pel parentiu dels seus propietaris. Nand Ram, el cap del clan, es va sotmetre a Aurangzeb, i fou nomenat per l'emperador com oficial administratiu. Va morir el 1695 havent tingut 14 fills, el més gran dels quals, que portava el nom de Zulkaran, l'havia premort, i les possessions de la família es van repartir entre els altres tretze fills però el fill de Zulkaran, Khushal Singh, al que es van assignar només dos pobles, va obtenir la protecció del nawab d'Oudh Saadat Khan i va rebre altres propietats.
El 1749 Kushal Singh fou succeït per Puhup Singh, que va engrandir els seus dominis obtenint de diversos amils la cessió d'uns quants pobles que havien quedat sense cultiu, o dels que es devien les taxes; a més va obtenir una bona part de les tretze talukes deixades per Nand Ram que havien caigut en mans de Surja Mal el raja jat de Bharatpur; fou el primer de la família que va assolir el títol de raja.
El 1803 els britànics van fer un tractat amb Bhagwant Singh, fill de Puhup Singh, al que es va permetre conservar els seus dominis a canvi d'un tribut sense cap investigació sobre la renda autèntica o les circumstàncies internes, i va conservar autoritat judicial; a més va rebre un territori en jagir pels serveis fets a Lord Lake. Pocs anys després Bhagwant Singh i Daya Ram, talukdar d'Hathras, un altre descendent de Nand Ram, es van enfrontar a les autoritats britàniques per la manca persistent del pagament dels tribus acordats i desafiament a les corts de justícia britàniques i el 1817 es van enviar tropes contra els dos. Daya Ram inicialment va presentar resistència i després de la caiguda d'Hathras el seu estat fou confiscat; però Bhagwant Singh es va rendir i fou tractat magnànimament conservant els seus dominis si bé va perdre la jurisdicció policial.
A la seva mort el 1823 el va succeir el seu fill Tikam Singh i els britànics van començar a tractar directament amb els propietaris dels diferents pobles que formaven el zamindari. La supressió dels drets subordinats dels propietaris dels pobles fou resistida per Tikam als tribunals, però sense èxit. Tot i així, el 1857 Tikam Singh va restar lleial als britànics i fou fet cavaller i va obtenir una reducció de sis mil rúpies del seu tribut. Tikam fou succeït per un fill i després per un net, Raja Ghansyam Singh, mort el 1902; en aquest any va pujar al tron Raja Dat Prasad Singh.
La capital de l'estat era Mursan, amb una població de 4.395 habitants el 1901.